# San Miguel del Cinca
San Miguel del Cinca (aragónul Sant Miguel de Cinca) község Spanyolországban, Huesca tartományban. San Miguel del Cinca Albalate de Cinca, Alfántega, Binaced, Alcolea de Cinca, Castelflorite, Peralta de Alcofea, Monzón és Pueyo de Santa Cruz községekkel határos. Lakosainak száma 784 fő (2024).

## Népesség
A település népessége az utóbbi években az alábbiak szerint változott:
| Lakosok száma | 919  | 873  | 849  | 853  | 849  | 852  | 816  | 795  | 801  | 784  |
|               | 2001 | 2004 | 2007 | 2009 | 2012 | 2014 | 2017 | 2019 | 2022 | 2024 |